# Облои
Облои (укр. Облої) — село в Бехтерской сельской общине Скадовского района Херсонской области Украины.
Население по переписи 2001 года составляло 182 человека. Почтовый индекс — 75644. Телефонный код — 5539. Код КОАТУУ — 6522383204.
У села расположен родник Горячий ключ.

## Местный совет
75643, Херсонская обл., Голопристанский р-н, с. Збурьевка, ул. Ленина, 11